# Patersonia drummondii
Patersonia drummondii là một loài thực vật có hoa trong họ Diên vĩ. Loài này được F.Muell. ex Benth. miêu tả khoa học đầu tiên năm 1873.